# آلبورنوس
آلبورنوس (به اسپانیایی: Albornos) دهستانی در استان آبیلا, کاستیا و لئون در کشور اسپانیا است که براساس سرشماری مؤسسه ملی آمار اسپانیا در سال ۲۰۱۱ میلادی، جمعیت آن ۲۱۸ تن بوده‌است.